# Kamionka (województwo lubuskie)
Kamionka (niem. Steinborn) – wieś w Polsce położona w województwie lubuskim, w powiecie zielonogórskim, w gminie Nowogród Bobrzański.

## Historia
Z 1263 roku pochodzi najstarsza nazwa de Steinburn, a w 1265 roku Stinborn. W tym czasie wzmiankowano też komesa Henryka z Kamionki. Rycerz Jeschko de Siemliunm występował jako świadek, a następnie dziedzic wsi w latach 1292–1306. Tenże Jeschko i Henryk de Steinburn w 1295 roku posiadali we wsi allodium (własność dziedziczną). Zachowała się w źródłach z lat 1330 i 1375 wzmianka o dwóch członkach rodziny Steynborn, a później właścicielem Kamionki była rodzina von Kottwitz z Broniszowa. Rodzina ta po 1865 roku sprzedała ją Hansowi Christophowi von Berge z Niwisk. Majątek przeszedł w ręce rodziny von Schweinit w 1742 roku po bezpotomnej śmierci ostatniego z rodu, a około 1844 roku barona von Tschammer-Quarnitza z Broniszowa. Później wielokrotnie zmieniali się właściciele i dzierżawcy kamionkowskiego majątku, a ostatnim z niemieckich właścicieli był Max Wehner. 
W latach 1975–1998 miejscowość administracyjnie należała do województwa zielonogórskiego.

## Zabytki
Do wojewódzkiego rejestru zabytków wpisane są:
- dzwonnica kościelna, drewniana, z połowy XVIII wieku
- dwór, który uważa się za najstarszą część zespołu, zbudowaną w drugiej połowie lub pod koniec XVII wieku prawdopodobnie przez Hansa Christopha von Berge z Niwisk[3]. Został wzniesiony na miejscu starszej, być może średniowiecznej siedziby szlacheckiej, której relikty widnieją jeszcze w części podziemnej. Gruntownej przebudowy obiektu dokonano około połowy XIX wieku. Późnoklasycystyczny dwór, który zachował się do dziś zbudowano z kamienia i cegły na planie prostokąta i nakryto niskim, czterospadowym dachem[3]. W elewacji południowej – frontowej znajduje się wejście główne[5]. Bardzo skromna jest dekoracja architektoniczna elewacji w formie parapetów, naczółków nadokiennych, a także fragmentarycznie zachowanego gzymsu międzykondygnacyjnego. Wewnątrz dworu zachowały się sklepienia kolebkowo-krzyżowe. Obecnie budynek jest opuszczony[5].

## Demografia
Liczba mieszkańców miejscowości w poszczególnych latach:
| Rok  | Ilość mieszkańców |
| ---- | ----------------- |
| 1998 | 88                |
| 2002 | 156               |
| 2009 | 147               |
| 2011 | 135               |
| 2021 | 134               |